# José María Moscoso de Altamira Quiroga
José María Moscoso de Altamira y Quiroga (Mondoñedo, 25 de maig de 1788 – Madrid, 1 de març de 1854) va ser un polític gallec.

## Biografia
Fill de José María Moscoso y Miranda, VII senyor de Fontao, de Ferreira, de la vila de San Martín de Mondoñedo, de Formaran, Donalbay, San Pedro del Río i Senande, coronel del regiment de milícies provincials i regidor perpetu de Mondoñedo, i de María del Carmen Quiroga i Quindós, filla del Senyor d'Herves, Andrés Quiroga y Ulloa, Acadèmic de nombre de la Real d'Agricultura de Galícia i de María Quindós y Pardo, filla del III marquès de San Saturnino.
Va fer els seus estudis en el Real Col·legi d'Artilleria de Segòvia al costat del seu germà Joaquín, mort en 1811 a la batalla de La Albuera.
Començada la Guerra del Francès en 1808, va ser nomenat representant de la noblesa de Lugo al congrés de La Corunya reunit a causa de la invasió francesa i després comandant al regiment de la milícia de Mondoñedo, per la qual cosa va haver de fugir a Ferrol quan els francesos ocuparen la ciutat. Va tornar al cap de poc i per negar-se a acudir a la Cort en representació del Regne per jurar lleialtat al nou rei Josep I va haver de fugir novament, aconseguint del general marquès de la Romana la reconstitució del regiment provincial de Mondoñedo. El 22 de març de 1812, va ser escollit regidor d'aquesta ciutat, i ja acabant l'ocupació l'1 de setembre de 1814, alcalde ordinari. Es casà l'1 de maig de 1817 amb María Antonia Taboada i Bé, senyora de Bendoiro i Santa Marta de Babio, i aquest any rep la clau com Gentilhome de càmera amb exercici del Rei. Poc després es va traslladar a Ferrol, d'on en fou nomenat primer alcalde constitucional el 1820, ja en el Trienni liberal.
El 22 de maig de 1820 va acudir com a diputat pel Regne de Galícia a les Corts de Madrid. Actiu en les discussions parlamentàries va ser escollit Vicepresident el 9 d'octubre de 1820, i president de les Corts l'1 de juny de 1821. El 28 de febrer de 1822 va ser nomenat ministre de la Governació de la Península al Govern de Francisco Martínez de la Rosa. Intrigues polítiques van fer caure al govern i Moscoso va ser destituït el 7 de juliol. Poc després va ser arrestat a Galícia per la causa criminal que es va seguir contra els membres d'aquell gabinet. Amb la restauració de la Monarquia absoluta el 1823 el rei Ferran VII li va retirar pel Decret d'Andújar els honors de Gentilhome i va ordenar el seu desterrament a Lugo. A l'octubre va ser arrestat una altra vegada a Lugo per la seva participació en l'aixecament de 1820, però va ser absolt.
No es va acollir a l'amnistia general que imposava el desterrament del regne, i va ser confinat a Lugo pel general Eguía. En aquesta situació va romandre 7 anys fins que en 1832 el nou capità general Pablo Morillo li va atorgar la llibertat de moviment i el va cridar a La Corunya com a conseller. La mort de Ferran VII i la pujada al poder dels liberals moderats, de qui era líder a Galícia, van fer que fos designat Subdelegat de Foment a Lugo el 10 de desembre de 1833 i que fos rehabilitat per la Reina Regent Maria Cristina de Borbó-Dues Sicílies com a Gentilhome. Va formar el cens general i el padró de la província i el 30 de març de 1834 la Regent el va nomenar Degà de la Secció de Foment del Consell Reial i el 17 d'abril, ministre de Foment General del Regne en substitució de Javier de Burgos. Va cessar un any després havent desenvolupat projectes de carreteres a Galícia i Aragó.
Fou procurador del Regne des de 26 de juliol de 1834 i un dels artífexs de l'Estatut Reial des de la seva posició al govern de Francisco Martínez de la Rosa. Creat el Senat d'Espanya el 1837, per mandat de la Constitució de 1836 va ser triat l'1 de novembre d'aquest any el seu primer President sent-ho igualment en les legislatures de 1838, 1839, 1840, 1844 i 1845. Senador vitalici des del 24 d'agost de 1845.
Li fou atorgat el títol de comte de Fontao el 8 de gener de 1840 en atenció a aquesta antiga senyoria de la seva família, que es remuntava al segle xv. Fou cavaller Gran Creu de l'Orde de Carles III, cavaller Gran Cordó de l'Orde de la Legió d'Honor de França, cavaller de l'Orde de Sant Joan de Jerusalem, membre de número de la Reial Acadèmia de Belles Arts de San Fernando i Mestrant de Ronda.

## Descendència
Del seu matrimoni amb María Antonia Taboada y Bueno, Senyora de Bendoiro nasqué:
- Sofia Moscoso de Altamira Taboada qui es casà amb el coronel José Moreno Sopranís Daoiz.